# IC 4845
IC 4845 est une vaste galaxie spirale intermédiaire (barrée ?) située dans la constellation du Paon. Sa vitesse par rapport au fond diffus cosmologique est de 3 886 ± 10 km/s, ce qui correspond à une distance de Hubble de 57,3 ± 4,0 Mpc (∼187 millions d'al). Cette galaxie a été découverte par l'astronome américain DeLisle Stewart en 1901.
La classe de luminosité d'IC 4845 est II.
Vue interactive d'IC 4845 dans Aladin Lite

## Groupe d'IC 4845
Selon A. M. Garcia NGC 6769 fait partie du groupe d'IC 4845. Ce groupe de galaxies renferme au moins 14 membres dont six du New General Catalogue et sept de l'Index Catalogue. Les autres galaxies du groupe sont NGC 6739, NGC 6746, NGC 6769, NGC 6770, NGC 6771, NGC 6782, IC 4827, IC 4828, IC 4831, IC 4838, IC 4842, IC 4866 et ESO 141-21.